# Enrico Sarria
Enrico Sarria (Nàpols, Campània, 1836 - 1883) fou un compositor italià.
Estudià en el Conservatori de la seva ciutat i als disset anys estrenà la seva primera òpera, l'òpera bufa Carmosina, que assolí un èxit excel·lent.
D'entre les seves òperes restants cal mencionar:
- Donna Manuela, (1856)
- Estella, (1858)
- Il babbeo e l'intrigante, (1872), de la que se'n donaren 150 representacions consecutives,
- Giudetta,
- La campana dell'ermitaggio, (1875)
- Gli equivoci, (Nàpols, 1878)